# Kanton Reims-2
Kanton Reims-2 (fr. Canton de Reims-2) je francouzský kanton v departementu Marne v regionu Grand Est. Tvoří ho pouze část města Remeš.